# Freiburger Bächle

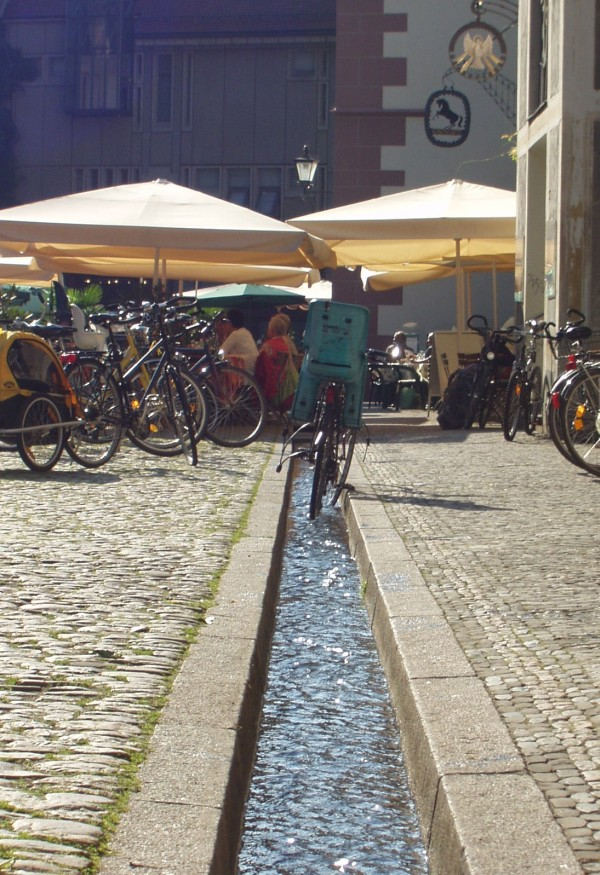
Bächle am Münsterplatz

Die Freiburger Bächle („Bächlein“, Bach mit der alemannischen Diminutiv-Endung -le) sind ein Wahrzeichen der Stadt Freiburg im Breisgau. Seit dem Mittelalter urkundlich belegt, finden sich die mit Wasser der Dreisam gespeisten, künstlich angelegten Wasserläufe in den meisten Straßen und Gassen der Altstadt. Die Gesamtlänge der Bächle beträgt 15,9 Kilometer, von denen 6,4 Kilometer unterirdisch verlaufen.

## Geschichte

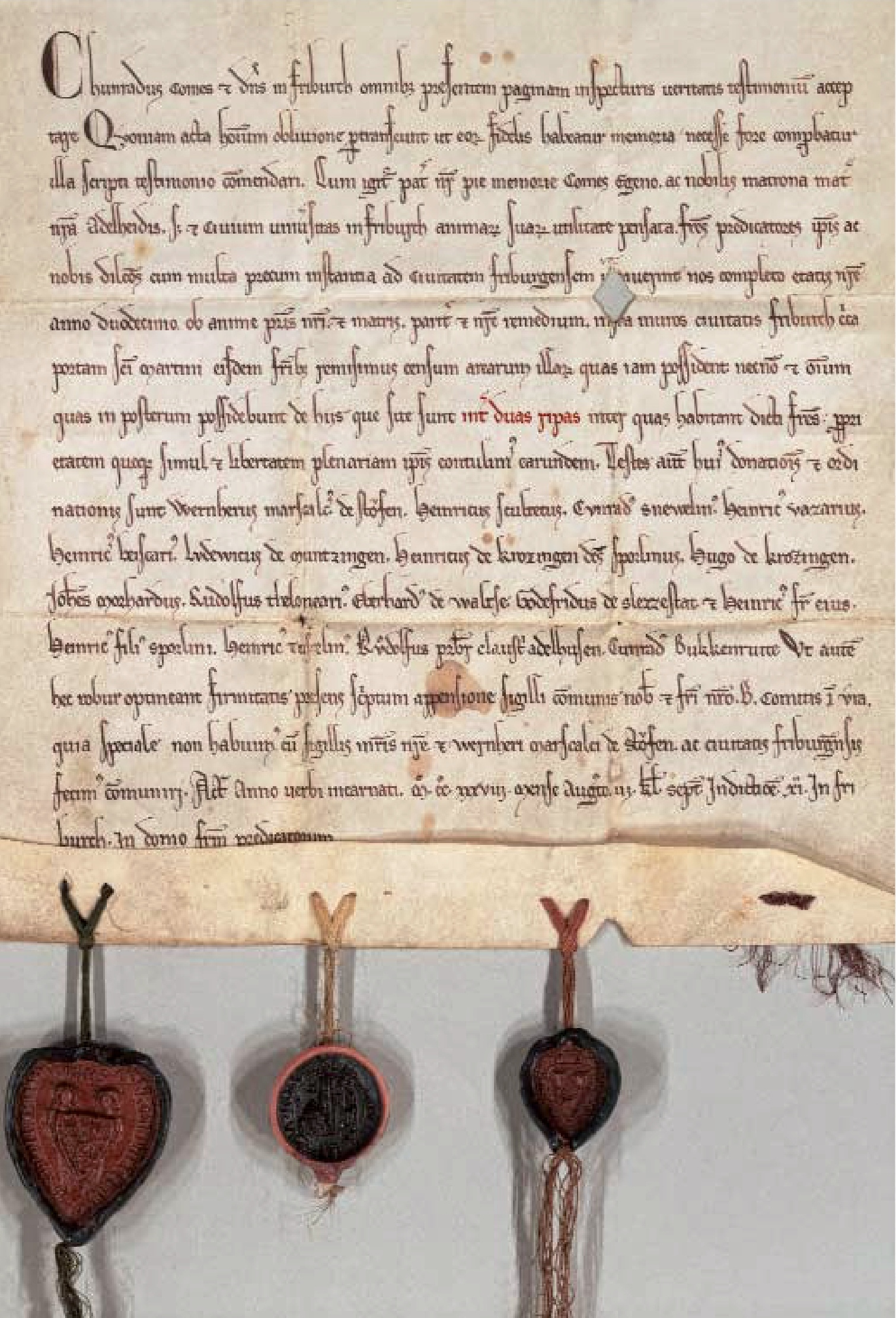
Urkunde Graf Konrads von Freiburg (1238), in der die Freiburger Bächle erwähnt werden

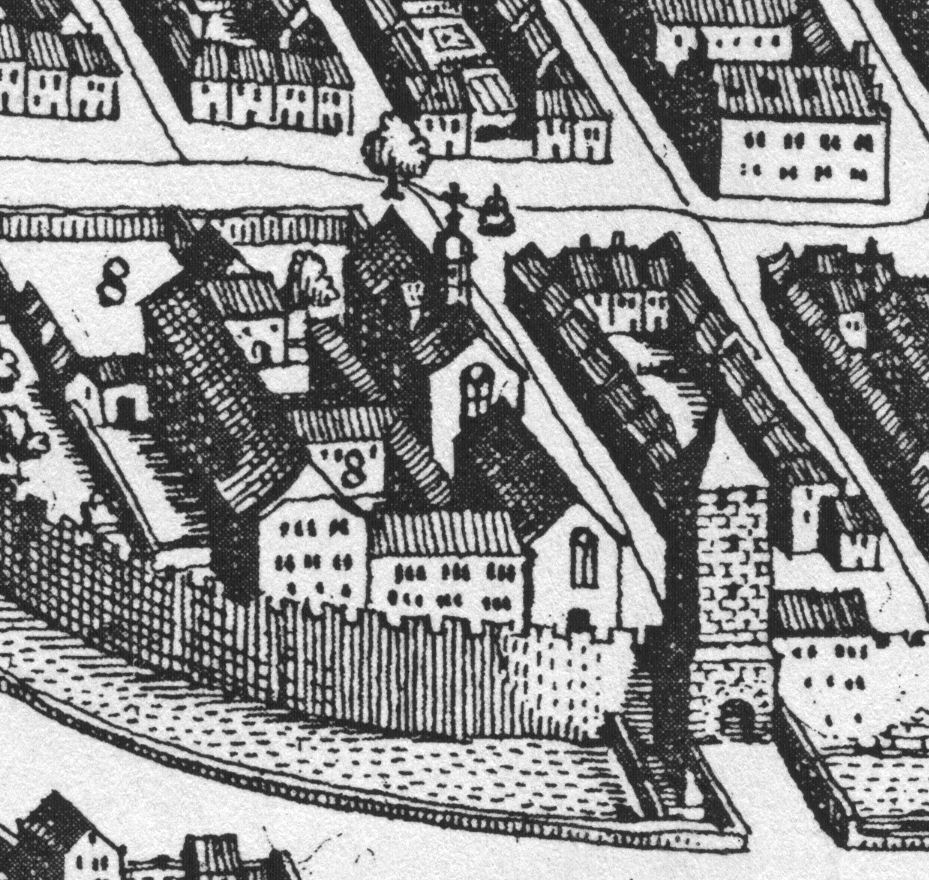
Rohr links neben dem Predigertor zur Überleitung des Bächlewassers über den Stadtgraben. Hinter dem Tor befindet sich das Kloster der Dominikaner. Dahinter erkennt man die Linde des Stadtteils Unterlinden. Die Führung der Bächle in der Mitte der Straßen (Gosse) ist gut zu erkennen. Ausschnitt aus dem Plan Die Statt Freÿburg von Matthäus Merian

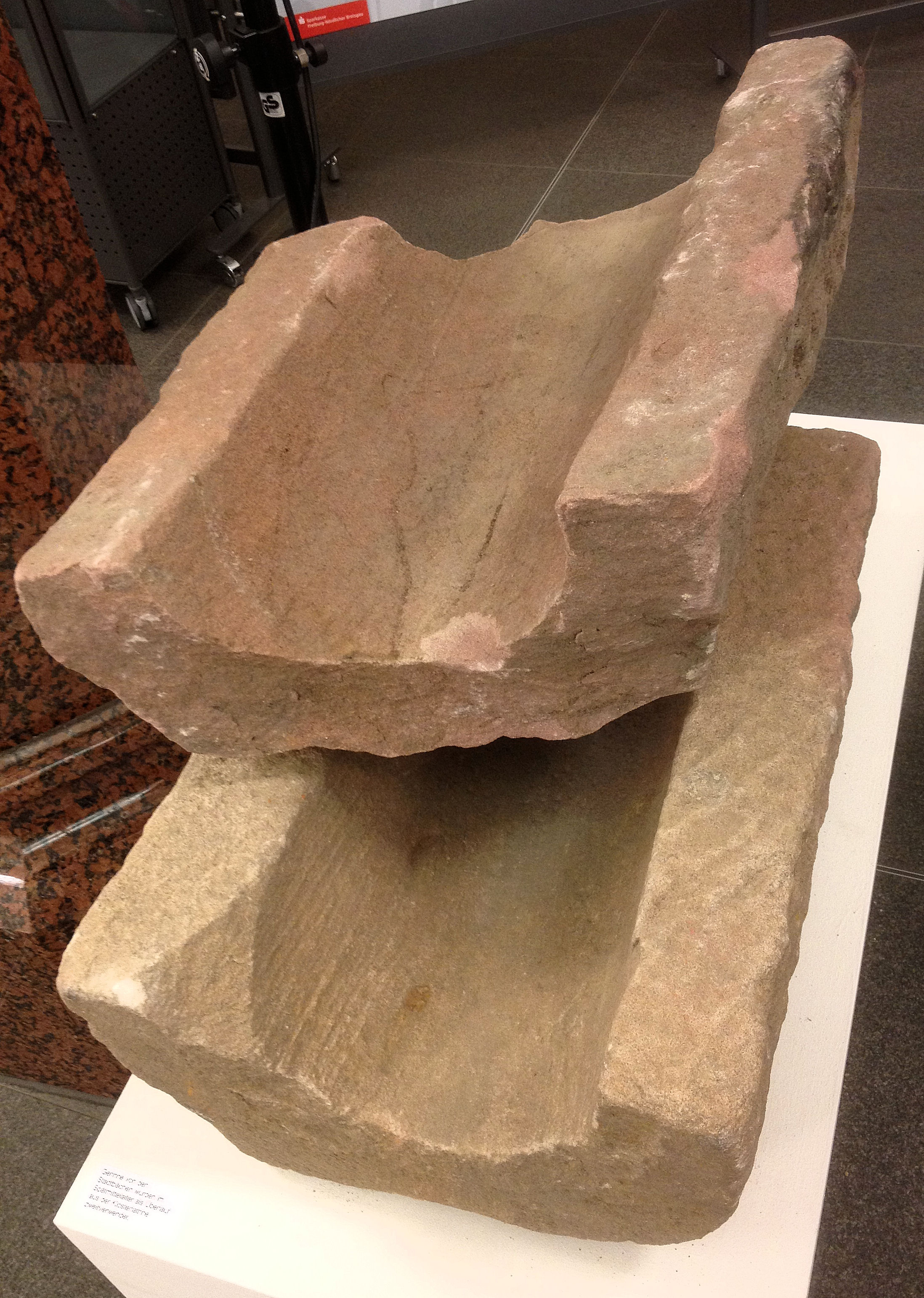
Gerinne eines frühen Bächle aus rotem Sandstein. Im Spätmittelalter im Freiburger Predigerkloster als Latrinenüberlauf wiederverwendet.

Die erste urkundliche Erwähnung der Bächle stammt aus dem Jahr 1220. Damals gab Graf Egon I. von Freiburg dem Tennenbacherhof die Nutzung eines Feldes einschließlich Bewässerung durch ein Bächle zum Erblehen. Ein weiterer Hinweis auf die Bächle findet sich in einer Urkunde aus dem Jahr 1238, in der Graf Konrad den Dominikanern den Hofstättenzins für ihr an der Stadtmauer lateinisch inter duas ripas ‚zwischen zwei Ufern‘ errichtetes Predigerkloster erlässt.
Einige Archäologen schließen aus dem Ergebnis von Grabungen im Stadtgebiet, dass die Struktur der Bächle schon hundert Jahre früher als deren urkundliche Erwähnung, also bereits 1120 zur Zeit der Gründung Freiburgs existierte. Da die Siedlung als Vorläufer der Stadt Freiburg unterhalb des Schlossbergs auf dessen Schotterkegel errichtet worden war, bot sich wegen des natürlichen Gefälles der Ablagerungen die Anlage künstlicher Wasserläufe zur Bewässerung etwa von Weideland an.
Um das Jahr 1180 kam es dann im Stadtgebiet zu Aufschüttungen einiger Straßenniveaus mit Kiesschichten von bis zu drei Meter Dicke. Da es sich dabei nicht wie in vielen anderen Siedlungen um einen Schutz gegen Hochwasser handelte (das Flussbett der Dreisam liegt wesentlich tiefer als die Stadt), wird heute vermutet, dass mit dieser aufwendigen Baumaßnahme das Niveau des Bächlesystems insgesamt höher gelegt wurde, um auch die entstehenden Vorstädte bei ausreichendem Gefälle mit Wasser versorgen zu können. So richten sich Häuser aus der ersten Hälfte des 12. Jahrhunderts an einem niedrigen Straßenniveau aus, alle Neubauten nach 1175 aber an einem höheren. Diese Aufschüttungen machten die Erdgeschosse vieler Gebäude von der Straße aus unbegehbar, sodass Häuser entweder höher gelegt oder deren nun ebenerdige Obergeschosse kurzerhand mit Haustüren versehen wurden. So überstieg die Anzahl der Neubauten um das Jahr 1175 die durch das natürliche Stadtwachstum üblicherweise zu erwartende Anzahl, vermutlich auch weil die Höherlegung genutzt wurde, um Holz- durch Steinbauten zu ersetzen.
Die Bächle waren Teil des dualen Wasserversorgungssystems Freiburgs: Die Versorgung der Stadt mit Trinkwasser erwies sich als schwierig, da sich das Grundwasser in rund 12 m Tiefe befindet und die wenigen Tiefbrunnen nur für Notfälle ausreichten. Man leitete Quellwasser vom Fuß des Brombergs im Osten der Wiehre über Deicheln nach Freiburg und speiste damit städtische Laufbrunnen. Dieses System reichte für die Versorgung der Bevölkerung mit Trinkwasser aus, deckte jedoch nicht den Bedarf an Brauchwasser und zum Tränken der Tiere innerhalb der Stadtmauern. Hierfür zweigte man zusätzlich Wasser der Dreisam ab und leitete es in Runzen durch die Stadt. Neben Kanälen wie dem heutigen Gewerbekanal gehörten dazu auch die Bächle. Da der Begriff Runze lange Zeit sowohl für Bächle als auch für Kanäle genutzt wurde, lassen sich in historischen Quellen beide Anlagen nicht immer exakt unterscheiden.
Die Bächle leiten seit jeher das Regenwasser aus der Stadt und transportieren dabei auch allerlei Schmutz. Damit tagsüber die Bächle ein positives Bild der Stadt boten, durften in ihnen bereits seit dem 14. Jahrhundert „Ärgernis erregende Stoffe“ nicht vor Einbruch der Dunkelheit entsorgt werden. Ratsverordnungen im 16. Jahrhundert verboten später gänzlich die Entsorgung fester Stoffe mittels der Bächle:

„Und soll nymandt dhein mist, strow, stain in die bäch schütten …“

Nach ihrem Weg durch die Stadt wurden die Bächle zum Bewässern von Feldern eingesetzt. Das Wasser wurde mittels hölzerner Brücken (Kähner) über den Stadtgraben in die Felder geleitet. Das „gebrauchte“ Bächlewasser erhöhte als nährstoffreicher Dünger massiv den Wert der Felder. Die Bächle schwemmten den Schnee aus der Stadt und verlängerten damit die Vegetationsperiode im Frühjahr. Bei Trockenheit sicherten sie den Fortbestand der Ernte.

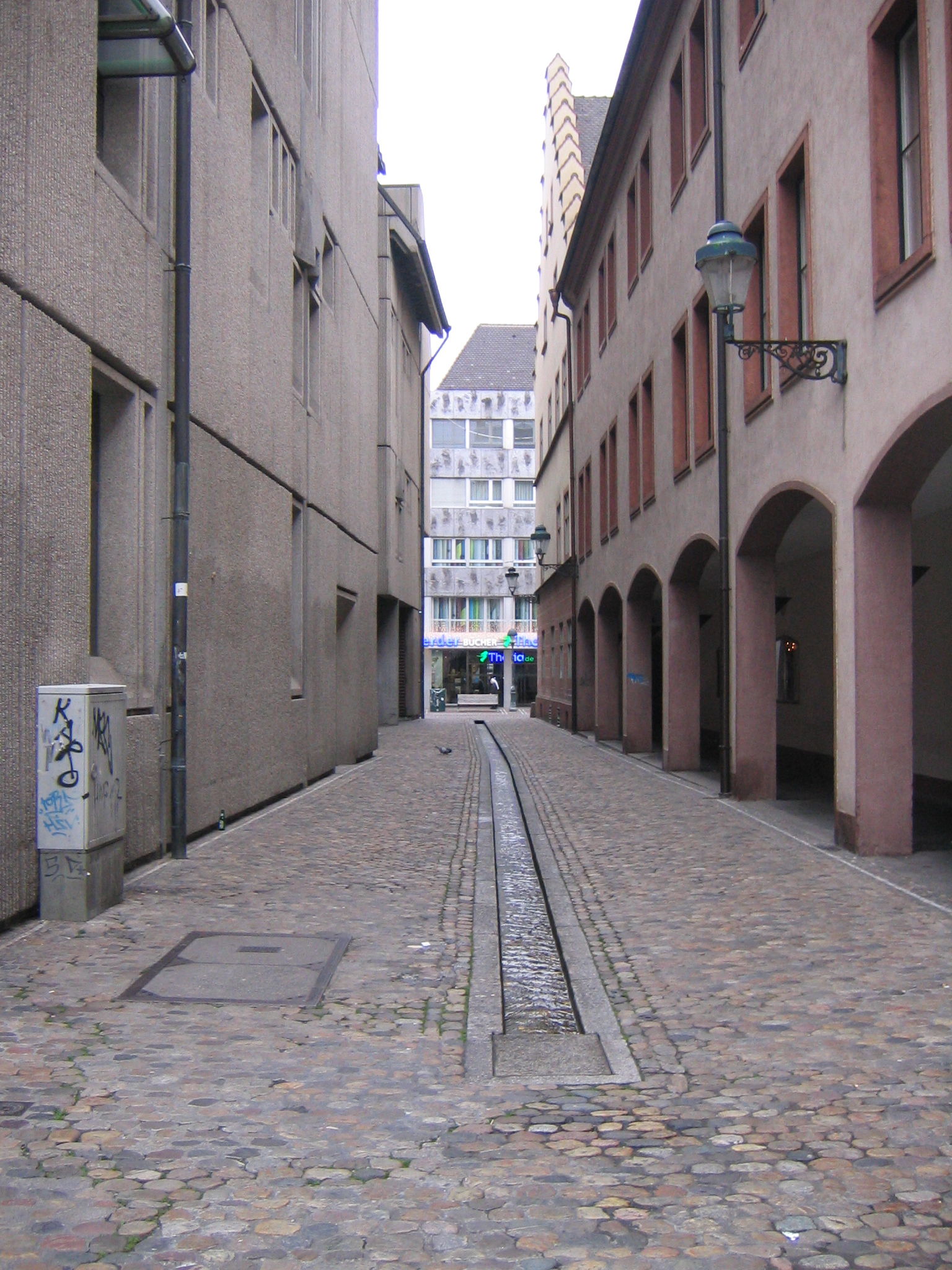
Marktgasse – Eines der wenigen Bächle, die straßenmittig verlaufen

Wie heute nur noch in der Marktgasse zu sehen ist, verliefen die Bächle ursprünglich in Straßenmitte. Sie wurden mit dem massiven Anstieg der Einwohnerzahl im 19. Jahrhundert als Hindernis für den dadurch ebenfalls angestiegenen Verkehr betrachtet. Zwischen 1840 und 1851 verlegte man sie an den Rand der Straße und deckte einen Großteil mit Holz- bzw. Eisenplatten ab oder fasste sie in Steinrinnen und Röhren. Dies wurde von einem Teil der Bevölkerung negativ aufgenommen:

„Seit einigen Tagen hat man in der Grünwälderstraße begonnen, den bisher dort offenen Straßenbach durch Cementröhren zu ersetzen. Es wird dadurch für die Bewohner der Straße eine Annehmlichkeit beseitigt, welche gerade in hiesiger Stadt dem Fremden so vortheilhaft gegen andere Städte in die Augen springt. Es müssen jedenfalls sehr gewichtige Gründe maßgebend gewesen sein, welche eine derartige Veränderung rechtfertigen, ohne die in erster Linie betheiligten Bewohner der Straße um ihre diesbezüglichen Wünsche gehört zu haben. Wir glauben die geäußerten Befürchtungen nicht theilen zu dürfen, daß man an maßgebender Stelle die Absicht habe, sämmtliche Canäle zu verdecken. Denn die schon oben erwähnte Veränderung hat von betheiligter Seite mehrfache mißliebige Aeußerungen hervorgerufen.“

Die Freiburger wollten nicht auf die Bächle verzichten. Es wurden bis 1858 sogar neue Bächle angelegt, so zum Beispiel in der Roß-, Engel- und der Kasernengasse und am Holzmarktplatz. Die Amtszeit von Otto Winterer sah weitere Bächle in Stadt- und Tennenbacherstraße sowie die Offenlegung einiger verdeckter Bächle. Die Planer der Freiburger Straßenbahn ignorierten den eingeholten Rat des Oberingenieurs der damaligen Straßenbahn Hamburg, der im Jahr 1899 „die Führung des Gleises am Bach entlang … unter keinen Umständen empfehlen“ konnte.
Neben der Deckung des Brauchwasserbedarfs und der Bewässerung der Wiesen ermöglichten die Bächle eine bessere Versorgung mit Löschwasser als die Tief- und Laufbrunnen. Die Brunnen hatten kein Reservoir, doch der Zufluss der Bächle konnte bei Bedarf rasch erhöht werden, und die Läufe ließen sich zur besseren Wasserentnahme stauen. Für diese Aufgabe mussten die Bewohner in Oberlinden laut Brandordnung von 1692 jedes Jahr zum 1. Mai Personen aus ihrer Mitte bestimmen, die dann durch die Stadt mit Stellbrettern versorgt wurden. Im Jahr 1713, vor der Belagerung durch die französische Armee, waren dies beispielsweise 46 Haushalte. Die Feuerordnung aus dem Jahr 1838 fixierte erneut die wichtige Rolle der Bächle. Sie fordert die Brunnenmeister auf, „das Wasser in den Brunnen und Stadtbächlein sogleich nach der Gegend des Brandes [zu] richten“. Da so direkt am Ort des Brandes Löschwasser vorhanden war, mussten keine langen Eimerketten zur nächsten Wasserstelle gebildet werden.
Mit der Modernisierung des Trink- und Abwassernetzes nach 1850 und dem Aufbau von Hydranten nahm im ausgehenden 19. Jahrhundert die Bedeutung der Bächle als Löschwasserquelle ab. Sie halfen jedoch auch im folgenden Jahrhundert Brände zu löschen, als der britische Bombenangriff vom 27. November 1944 (Operation Tigerfish) Teile der Innenstadt völlig zerstört hatte. Zeitzeugen  berichten, dass nach dem Angriff die Bächle mit ihrem Wasser gelegen kamen, da die Gewerbebäche verschüttet und mit den zerstörten Wasserleitungen die Hydranten unbrauchbar waren. Ohne das Wasser der Bächle wäre es vermutlich nicht gelungen, das Gebiet Oberlinden, das historische Kaufhaus, das Wentzingerhaus sowie weitere Gebäude zu retten.

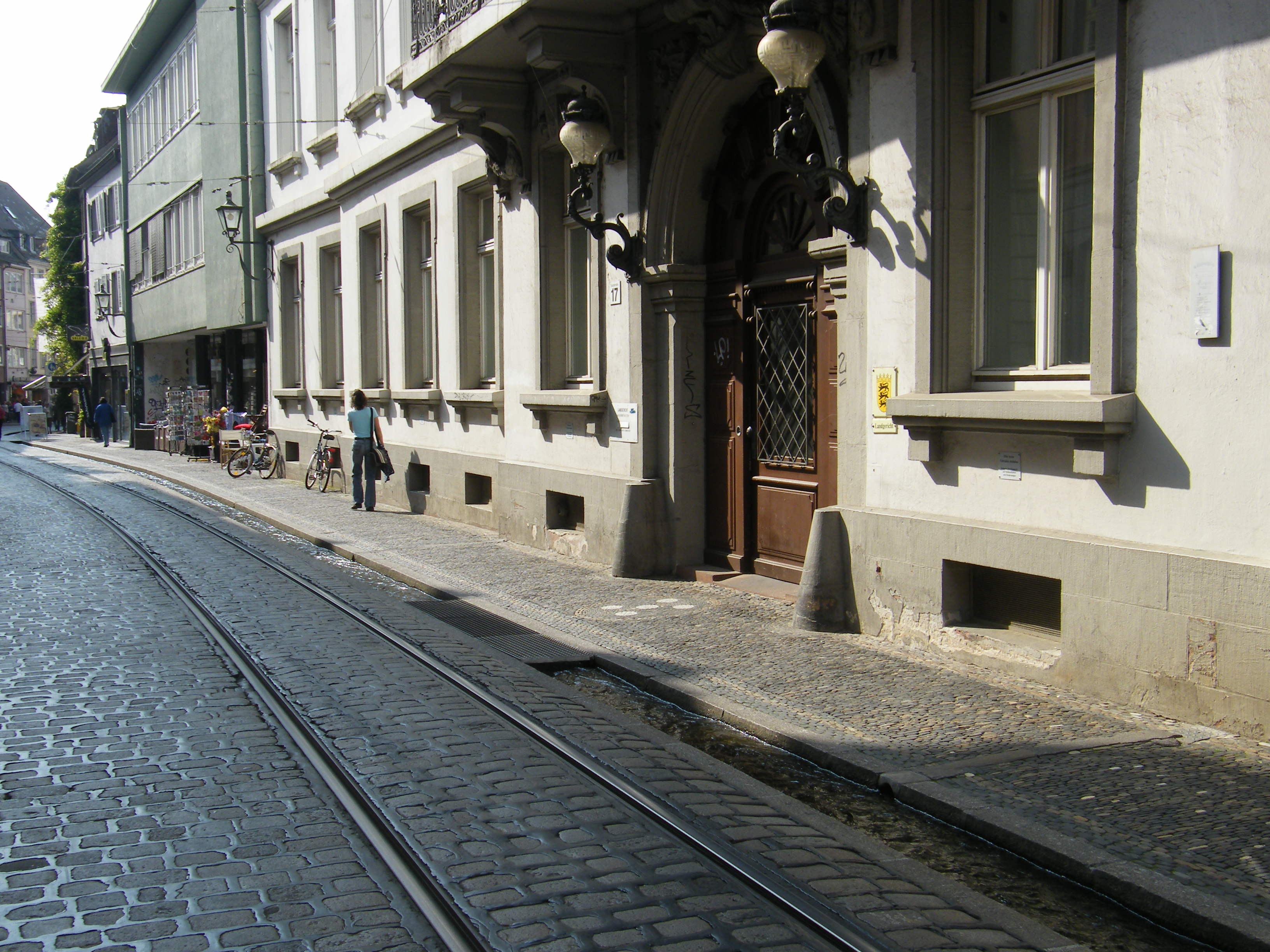
Bächle in der Innenstadt. Links die Schienen der Straßenbahn, rechts der Gehweg für die Fußgänger

Bereits im November 1945 forderte Bürgermeister Wolfgang Hoffmann die Reinigung der Bachläufe zur Wiederinbetriebnahme der Bächle. Da die Bächle aber durch die Räumarbeiten oft im Fluss gehindert waren bzw. diese erschwerten, dauerte es bis zum Anfang der 1950er Jahre, bis sie wieder durch die wiederaufgebaute Stadt flossen.

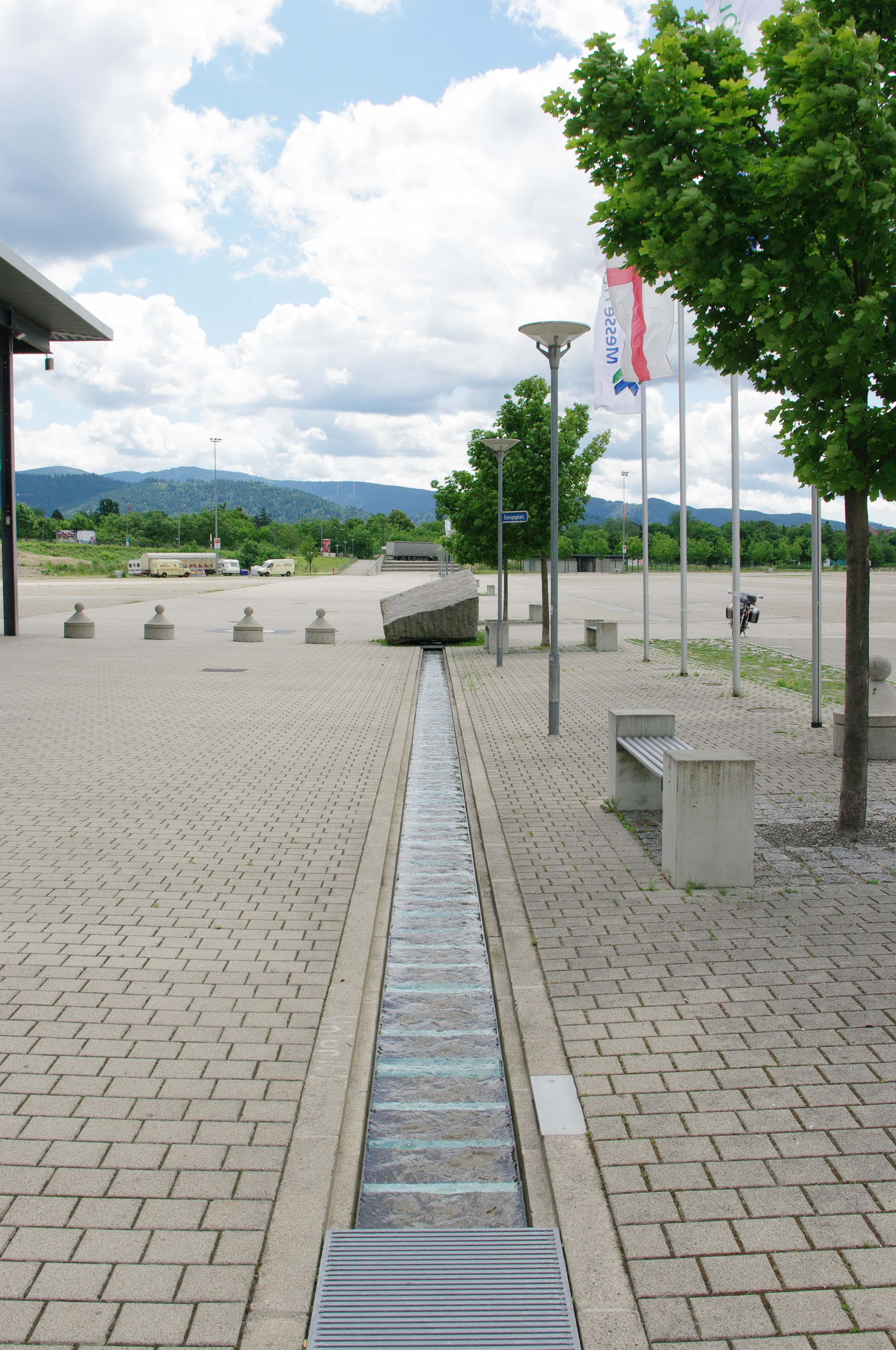
Das Bächle an der Neuen Messe (2009)

An der Neuen Messe, die im Jahr 2000 in Freiburg eröffnet wurde, sollte ein Bächle fließen, doch die Idee drohte anfangs aus Kostengründen zu scheitern. Deshalb wurden Freiburger Bürger und Unternehmen als Sponsoren eingeladen, für jeweils 500 DM einen Meter Bächle zu finanzieren. So fließt auch an einem Ort, der über zwei Kilometer vom Stadtkern entfernt ist, ein Bächle, das vollkommen unabhängig von denen in der Innenstadt ist.
Die aktuelle Fassung vom 8. Mai 2007 der Gehwegreinigungssatzung der Stadtverwaltung Freiburg vom 19. Dezember 1989 erwähnt die Stadtbächle an mehreren Stellen: In Fußgängerbereichen und in verkehrsberuhigten Bereichen gelten u. a. als Gehwege die durch Stadtbächle oder Straßenrinnen abgegrenzten seitlichen Flächen. Bächle müssen von Schneeanhäufungen freigehalten und Kehricht darf nicht in sie geschüttet werden.
Am 15. September 2012 veranstaltete der Reha Verein Freiburg, in dessen Werkstatt hölzerne Bächleboote für Kinder gefertigt werden, das „1. Freiburger Bächleboot Rennen“.
Im Rahmen des Umbaus von Friedrich- und Rotteckring für eine neue Stadtbahnlinie wurden dort neue Bächle angelegt, die Ende 2018 in Betrieb gingen.

## Begriff
Die Wortbildung Bächle stammt aus dem 20. Jahrhundert: Im Oberrheinalemannischen Dialekt, wie er in Freiburg gesprochen wird, bildet man einfache Verkleinerungen im Normalfall mit dem Morphem {-li}. Allerdings haben sich die alemannischen Dialekte zumindest in den Städten im Laufe der Zeit abgeschliffen und es entstand eine „großräumige, einheitliche Variante“. So wurde aus dem Bächli das Bächle.

## Infrastruktur

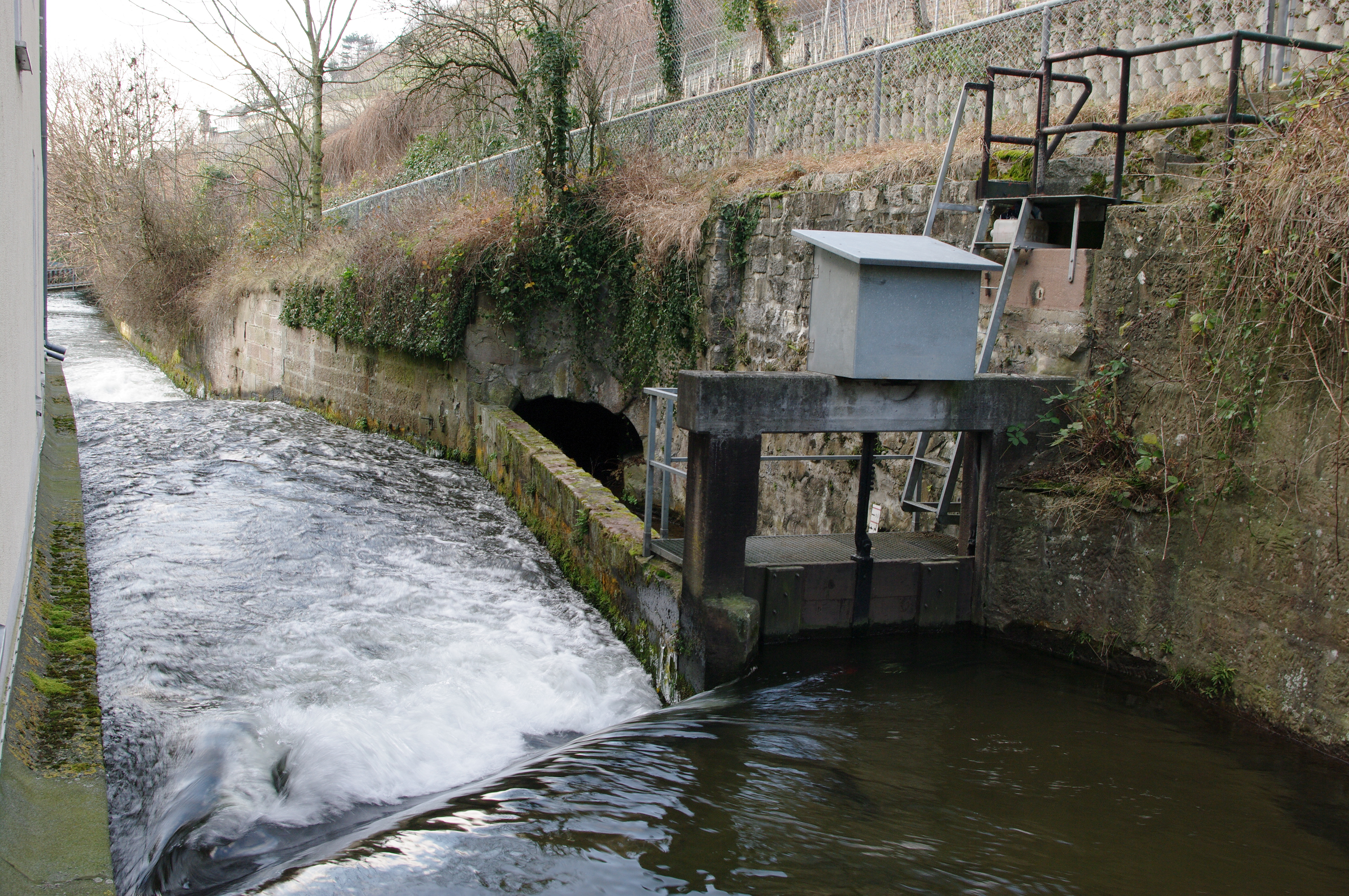
Ausleitung des Wassers für die Bächle aus dem Gewerbekanal

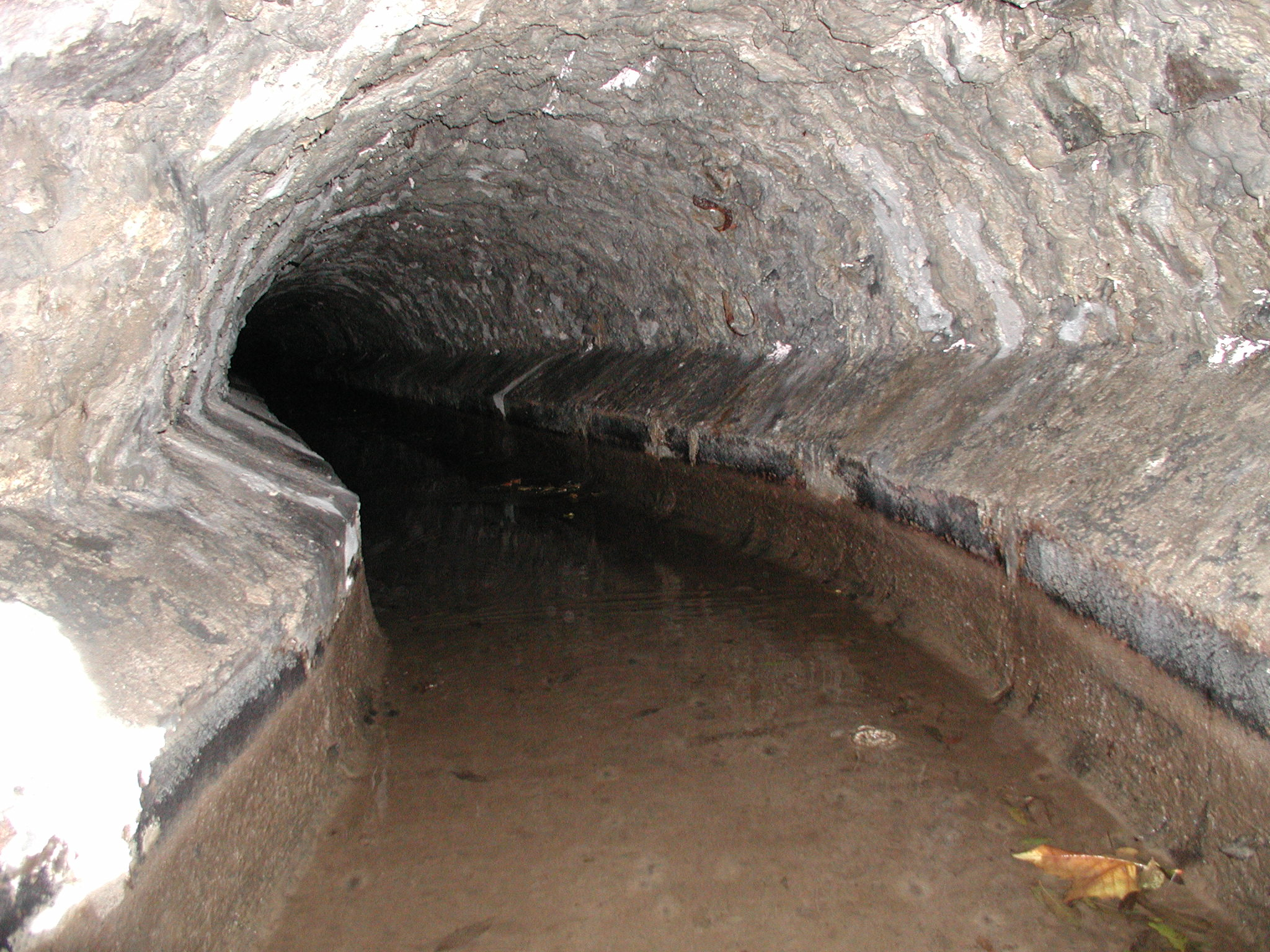
Bächlestollen am Schlossberg

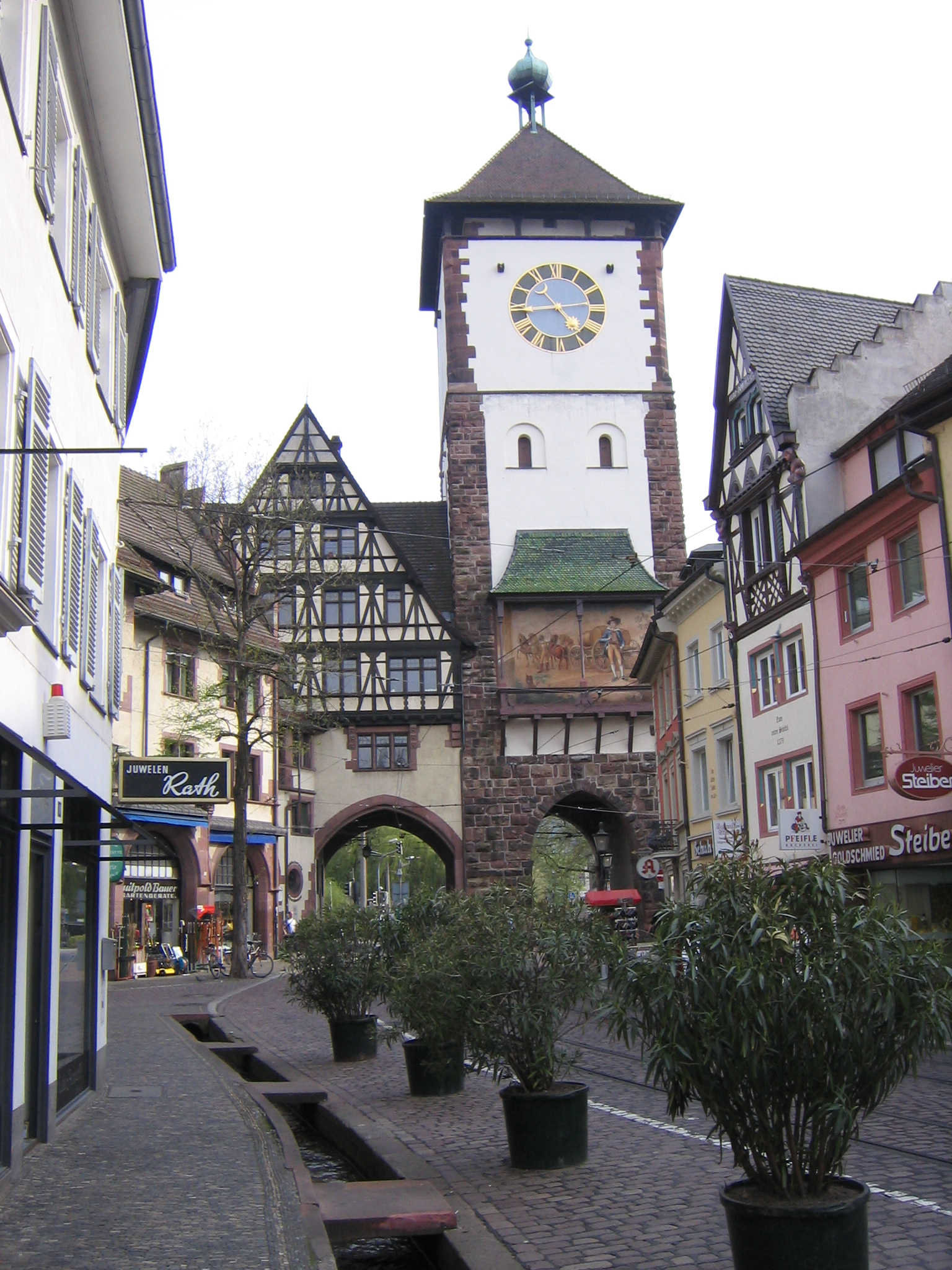
Anfang des Bächlenetzes am Schwabentor

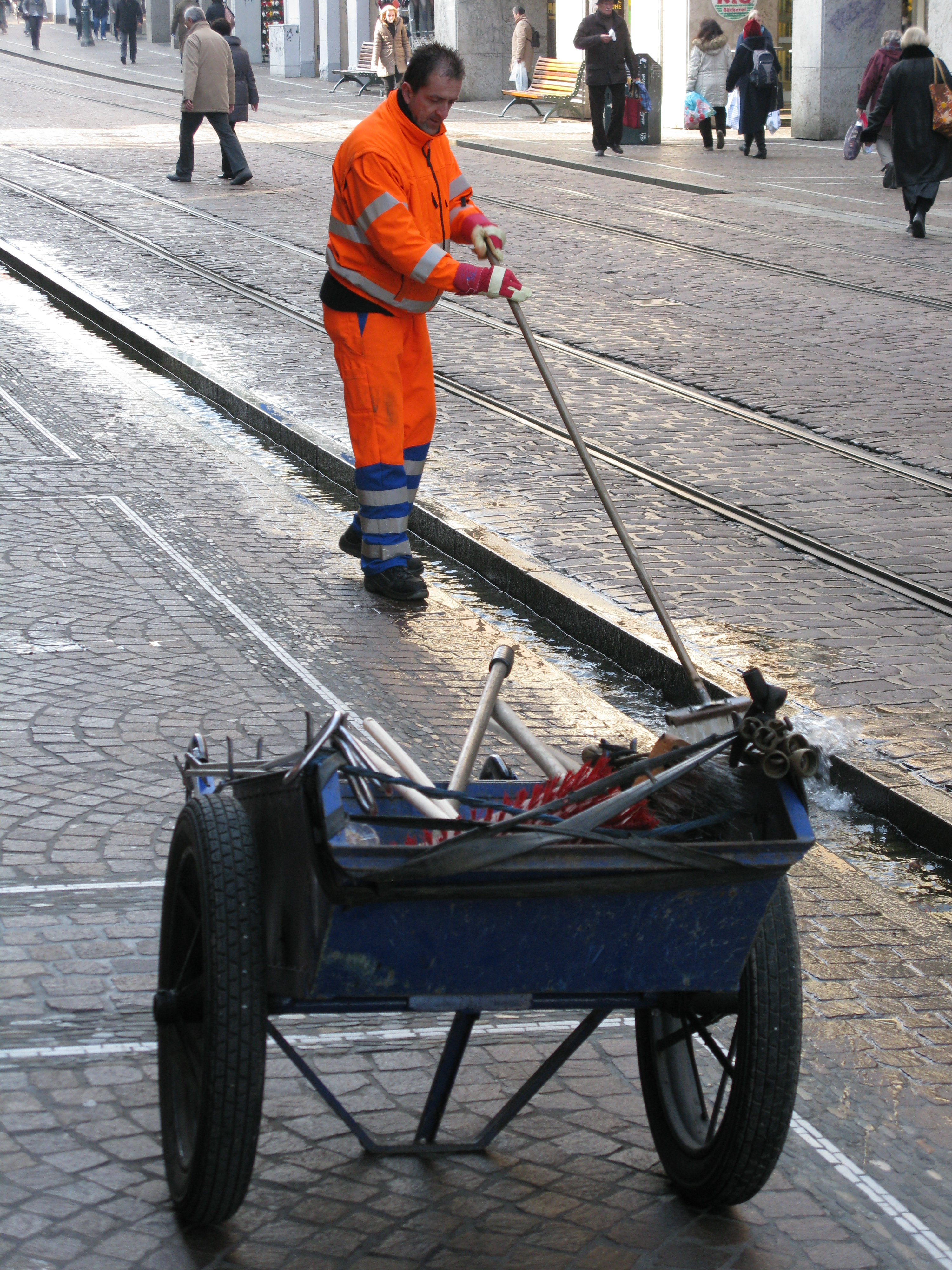
Bächleputzer der Abfallwirtschaft und Stadtreinigung Freiburg

Weit oberhalb der Altstadt, am Sandfang bei der Kartause, leitet eine Stellfalle Wasser aus der Dreisam in den Gewerbekanal. Vor der Verlegung an den heutigen Standort im Jahr 1852 befand sich diese Ausleitung unterhalb der Sandfangbrücke. Die Stellfalle musste bis zum Anfang des 21. Jahrhunderts manuell betätigt werden; erst im Jahr 2009 wurde ein automatisiertes Einlaufbauwerk in Betrieb genommen. Der Gewerbekanal speist einen Stollen im Hangfuß des Schlossbergs, der östlich des SWR-Geländes vom Kanal abzweigt. Dieser ungefähr 400 Meter lange Stollen wurde teilweise gemauert, teilweise in den Fels gehauen. Es finden sich darin Gedenksteine für Bau-, Werk- und Bürgermeister von Freiburg.
Eine historische Karte lässt vermuten, dass der Stollen vor 1679, also vor dem Bau der Vauban'schen Festung, ein offener Wasserlauf war und später wegen der Gefahr einer Verschüttung durch Hangrutsche überwölbt wurde. Im Herbst 2018 hat das Freiburger Start Up Dotscene den Stollen mit Lasern neu vermessen.
Etwa auf Höhe des Schwabentores wird die Wassermenge durch eine Schleuse reguliert, so dass 200 (nach anderer Quelle 250) Liter pro Sekunde in das Bächlenetz fließen und es dadurch alle acht Minuten komplett neu befüllt wird. Dank des Höhenunterschieds zwischen dem Osten und dem Westen der Freiburger Altstadt fließen die Bächle von der Einspeisung mit natürlichem Gefälle von 1 bis 2° abwärts in nordnordwestlicher Richtung. In Oberlinden befindet sich ein Hauptverteiler, von dem auch Wasser zur Bewässerung der alten Linde aus dem Jahr 1729 abgezweigt werden kann. Nach dem Lauf durch die Stadt fließt das Wasser am Predigertor in den Nordarm des Gewerbekanals, der über den Rossgässlebach und den Schobbach in die Glotter mündet. Als die Bächle noch zur Wiesenbewässerung eingesetzt wurden, leitete man sie zudem am Christoffeltor und dem Mönchstor über die Stadtmauern.
Für die Verteilung des Wassers sorgt der Runzknecht. Zur Regulierung dienen 142 Blechschieber, mit denen das Wasser beim Reinigen der Bächle auch abgestellt werden kann. Weiterhin gibt es Grundabflüsse, die Abschnitte des Bächlesystems mit der Abwasserkanalisation verbinden und Schmutzwasser dorthin abfließen lassen. 15 Überlaufschwellen in die Kanalisation oder den Gewerbebach verhindern, dass bei höheren Wasserständen Keller geflutet werden.

Die Sauberhaltung der Wasserläufe obliegt mindestens seit 1789 den vier „Bächleputzern“ (früher: „Bachräumern“). Verantwortlich dafür war bis 2010 der Energieversorger Badenova beziehungsweise deren Vorgänger die Freiburger Energie- und Wasserversorgung. Seit 2011 fällt die Aufgabe in die Zuständigkeit der Abfallwirtschaft und Stadtreinigung Freiburg GmbH. Die Bächleputzer befreien zweimal pro Tag die Bächle von Laub und Abfällen, die sich zudem auch in Rechen an den Abflüssen sammeln. Zudem wird jährlich im Herbst sowie an einem Wochenende im Frühjahr der sogenannte Bachabschlag durchgeführt, bei dem das Wasser aller Kanäle und Bächle für zwei Wochen abgelassen wird. Der Bachabschlag wird zum einen zur Reinigung genutzt, zum anderen um die Bächle auf eventuelle Schäden zu prüfen und gegebenenfalls zu reparieren. Weitere Gründe für eine Abschaltung sind z. B. Baustellen sowie das Freiburger Weinfest und der Fasnetumzug, an dem dann auch die Narrenhästräger der 1935 gegründeten Narrenzunft Bächleputzer zu bewundern sind. Am Aschermittwoch folgt dann unter Heulen und Klagen die Tradition der Geldbeutelwäsche vor dem Rathaus. Auch während Dürreperioden wie 2003 und 2018 liegen die Bächle trocken, weil die Dreisam zu wenig Wasser führt. Bisweilen wurden dann die Bächle nur tagsüber mit Wasser versorgt und des Nachts blieb es in der Dreisam. Ebenso werden bei längeren Frostperioden die Bächle abgestellt.
Angepasst an die Breite der jeweiligen Straße sind auch die Bächle unterschiedlich groß. Das größte Bächle mit einer Breite von circa 75 cm befindet sich am Oberlauf beim Schwabentor, die kleinsten, etwa 15 cm breit, fließen in den schmalen Altstadtgassen. Im Laufe der Zeit änderte sich die Form der Wasserläufe:

Mittelalter
19. Jahrhundert
19. bis 20. Jahrhundert
20. und 21. Jahrhundert

Liefen die ursprünglichen Bächle erst ungefasst, dann in eher flachen Rinnen auf Straßenniveau, sind die Bächle des 19. Jahrhunderts ganz in Buntsandstein gefasst. Seit den Umbauten im 19. Jahrhundert war die Sohle betoniert und die Auskleidung bestand aus Granitplatten. Im folgenden 20. Jahrhundert wurde auf die heute gebräuchliche Variante umgestellt: Die Sohlen sind mit Granit oder mit Kieseln aus dem Rhein gepflastert. Letztere werden auch für die Gehwegspflasterung eingesetzt, sind aber schwer zu beschaffen. Die Bearbeitung erfordert zudem eine spezielle Ausbildung der Pflasterer. Ausgekleidet werden die Bächle wahlweise ebenfalls mit Rheinkieseln, Porphyr oder Basalt.

### Flora und Fauna
Kleinstlebewesen wie die Larven einiger Arten von Eintagsfliegen, Köcherfliegen und Kriebelmücken zeigen durch ihre Präsenz die gute Wasserqualität entlang der gesamten Bächle an. Flohkrebse, die sich in manchen Jahren ebenfalls in den Bächle finden, befreien das Wasser von Algen-Nahrung und behindern damit deren Wachstum. Weiterhin wurde 2010 von dem in Freiburg geborenen Evolutionsbiologen Ulrich Kutschera der Freiburger Bächle-Egel als neue Art beschrieben. Möglicherweise ist diese nirgends sonst bekannte Art aber auch nur ein Synonym einer anderen Art.

### Unfallgefahr

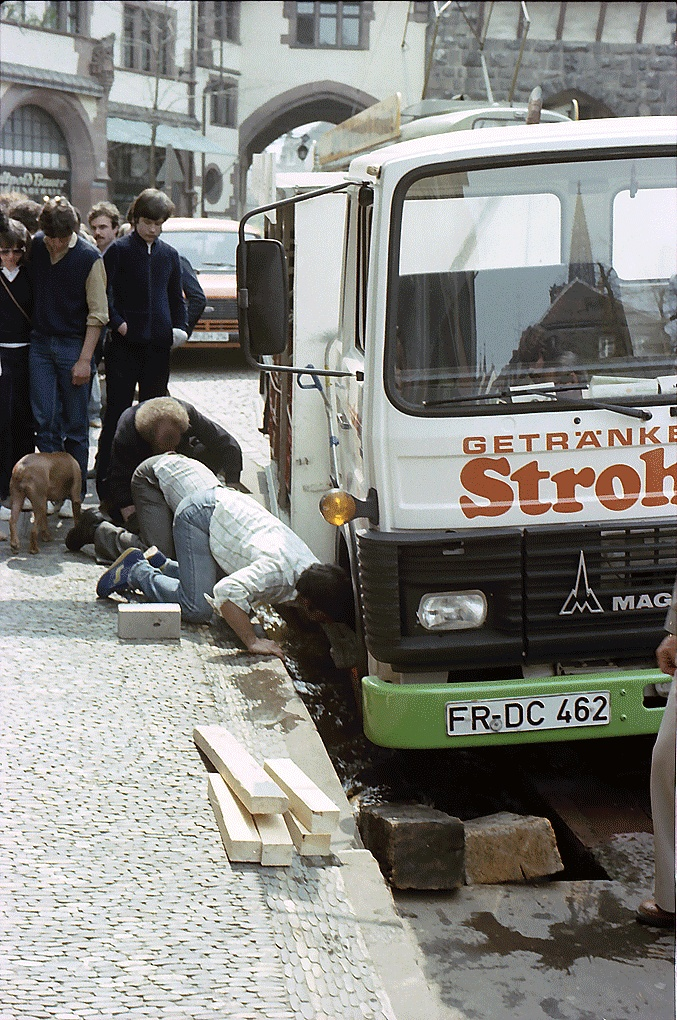
LKW steckt im Bächle fest (April 1980)

Die Stadt Freiburg kann ohne Gefährdung durch den Straßenbau den Bestand der Bächle erhalten. Zwar forderte der Freiburger Automobil-Club (FAC) 1952 die Beseitigung der „Verkehrshindernisse“. Ein Besucher schlug 1956 vor, die Ortsschilder mit Hinweisen auf die Bächle zu versehen. Ungefähr zur selben Zeit klagte ein Kaufmann aus Mannheim am Landgericht Freiburg gegen die Stadt, nachdem er in der Salzstraße in ein Bächle gefahren und in der Folge gegen eine Hauswand gestoßen war. Die Klage über 2360 DM wurde abgewiesen. Mehr Erfolg hatte 1964 ein Tourist, der die Stadt verklagte, nachdem er sich beim Sturz ins Bächle in der Adelhauser Straße das Bein gebrochen hatte. Die Stadt musste jedoch nur zwei Drittel des Schadens bezahlen. Begründet wurde dies damit, dass ihm nach einem Tag Aufenthalt in der Stadt die Bächle aufgefallen sein müssten und die Stadt „solange wie irgend möglich an einer so kennzeichnenden, schönen und hygienischen Eigenart, wie sie die Stadtbächle darstellen, festhalten [solle]“. Bei der Anfahrt zur Audienz mit Papst Benedikt XVI. im Priesterseminar Collegium Borromaeum anlässlich dessen Besuchs in Freiburg fuhr Maike Kohl-Richter, die Ehefrau des ehemaligen Bundeskanzlers Helmut Kohl, in ein Bächle. Das Auto musste von einem Abschleppdienst geborgen werden, konnte aber dennoch für den Heimweg des Paares genutzt werden.
Immerhin ließ die Stadt infolge der Unfälle Ende der 1960er Jahre die Sohlen einiger Bächle höher legen, darunter jene in der Salz- und Bertoldstraße. Im Jahre 1973 wurde die Freiburger Innenstadt zur Fußgängerzone mit Straßenbahnverkehr. Seitdem stellen die Bächle kein bedeutendes Verkehrshindernis mehr dar, obgleich sie teilweise direkt neben den Schienen der Straßenbahn verlaufen. Mit dem Innenstadtkonzept 86 wurden die verdolten Bächle in Universitätsstraße und Niemensstraße geöffnet.
2015 wurden die Bächle Gegenstand eines Aprilscherzes der Lokalzeitung. Es wurde berichtet, dass durch den von Unfallversicherungen initiierten Druck ein Großteil der Bächle zugeschüttet und blau gepflastert werden solle. Eine Bürgerinitiative sammle an diesem Tag Unterschriften dagegen.

## Rezeption
„Hier herrscht große Unreinlichkeit. Durch alle Straßen läuft ein künstlich geführter Bach. Dieser nimmt die blutigen Säfte von Fleischern und Metzgern auf, den Gestank aller Küchen, den Schmutz aller Häuser, das Erbrochene und den Harn aller, ja sogar die Fäkalien von denen, die zuhause keine Latrine haben. Mit diesem Wasser werden die Leintücher gewaschen, die Weingläser gereinigt, ja sogar die Kochtöpfe.“

„Es rinnt in dieser Statt durch alle Gassen Bächlin

das eytel frisch Brunnenwasser ist

und ober winter nicht gefrewrt.“

„Der dritte Ruhm dieser Stadt (so der Eingang in den Schwartzwald ist/und all da es auch ein feines Raht-und Kauffhauß hat) ist/wegen deß herrlichen durch die gantze Stadt lauffenden Wässerlein / und Bächlein/von frischem Brunnen-Wasser/so über Winter nicht gefrieret.“

„In Absicht der Lage meines Hauses bedarf es keiner Poesie; denn wirklich befindet es sich in einer der freundlichsten Gegenden unserer durchaus lustigen Stadt, und der durch alle hiesige Straßen geleitete Bach fließt in der meinigen vorzüglich rasch und hell.“

„das gute Trinkwasser von den nahen Bergquellen, die herrliche Gegend und die schönen Spaziergänge, die Gärten und Alleen um die Stadt, vorzüglich aber die Bäche, welche in verschiedenen Richtungen alle Gassen durchströmen und Reinlichkeit und Gesundheit befördern.“

„Nichts gewährt einen so angenehmen Anblick, wenn man die Reihe der gerade nicht prachtvoll, aber reinlich und heiter sich ankündigenden Wohnungen durchfährt, als die frischen breiten Bächleins, welche die Straßen durchschneiden, und von dem in mancher größeren Stadt so widerwärtigen Schmutze uns befreien. Die gesunde Luft trägt noch das Ihrige dazu bei und das kristallhelle, herrliche Wasser, welches üppig aus so vielen Röhren springt, bildet einen stärkenden Kontrast zu den prachtvollen Blumenanlagen, welche alles andere mehr, als Wasser, in sich vereinigen.“

„Wenn ich zur Universität gehe, dann komme ich durch diese sauberen Straßen, die es nur einmal in Deutschland gibt. Neben den Gehsteigen laufen breite Rinnen, durch die perlklares Quellwasser fließt. Scharen von Kindern waten darin bis zu den Knien und treiben mit den Vorübergehenden ihren Schabernack. Ich lebe wie Gott in Frankreich!“

„Freiburg schien es sehr gut zu gehen. Alle Zimmer in sämtlichen Hotels der Stadt waren belegt. Den ganzen Tag lang strömten deutsche Wanderer mit Rucksäcken auf dem Rücken durch die Stadt. Ihr Ziel war der Schwarzwald. Klare Bäche flossen in tiefen Rinnen zu beiden Seiten der sauber geputzten Straßen. Der rote gotische Turm der Kathedrale ragte über die roten Ziegeldächer der Häuser hinaus. Der Marktplatz war am Samstagmorgen voller Frauen mit weißen Tüchern auf dem Kopf, die Obst und Gemüse verkauften, das mit Ochsenkarren aus dem Umland gebracht worden war.“

„Auf den langen Märschen durch die fußgängertotale Innenstadt steigt man achtlos über eine Rinne — und da kommt ein Papierschiffchen geschwommen. Kinder spielen am Bach mitten im Geschäftsviertel einer Großstadt.
Straßenbächle heißen die offenen Wasserläufe, die in einem Netz von sechs Kilometern die Altstadt durchziehen. Frischwasser aus dem Schwarzwald fließt da munter neben den Straßen her. Nimmt den Staub mit und macht die Luft besser. So jedenfalls das Argument, wenn Nordlichter meinen, die Dinger seien gefährliche Fußangeln und einfach absurd heutzutage. Da möchte man natürlich etwas erwidern, was nach praktischem Nutzwert klingt.
Aber ich glaube, die Bächle sind weniger für die Sauberkeit da als für die Seele.“

„Venedig für die Füße“

Einer badischen Sage zufolge wird jeder, der bei einem Besuch in Freiburg unabsichtlich in eines der Bächle tritt, im späteren Verlauf seines Lebens eine gebürtige Freiburgerin bzw. einen gebürtigen Freiburger heiraten. Bisher noch nicht erfüllt hat sich diese Sage bei Gerhard Schröder, der im Juni 2001 während des deutsch-französischen Gipfeltreffens mit Jacques Chirac auf dem Weg ins Rathaus prompt ins Bächle trat. Im Fernsehfilm Zeit der Zimmerbrände, der Ende 2013 in Freiburg gedreht wurde, wird der Hauptdarsteller Uwe Ochsenknecht von einer Passantin ebenfalls vor dem Tritt ins Bächle gewarnt, da er sonst eine Freiburgerin heiraten müsse.
Seit 2007 findet alle paar Jahre im Sommer in der Herrenstraße eine zweitägige Ausstellung von Skulpturen im Bächle statt. Die Künstler setzen sich mit ihren Werken mit dem schmalen steinernen Bachbett und dem fließenden Wasser auseinander.
Die Freiburger Bächle prägen das Bild der Freiburger Altstadt, daher bewirbt die Freiburg Wirtschaft Touristik und Messe GmbH diese. Sie sind ein Wahrzeichen der Stadt und Touristenattraktion sowie regelmäßig im Fokus medialer Berichterstattung und künstlerischer Rezeption, z. B. im SWR-Fernsehen vom 16. März 2022. Seit dem Oktober 2021 bietet die Freiburger Dragqueen Betty BBQ in ihrem Stadtführungsprogramm „Stocky's Bächle-Spaziergang – Die Bächleputzer City-Tour – mit Stocky, dem originalen Bächleputzer“ an.

## Vergleichbare Anlagen in anderen Städten
Freiburg ist wohl die bekannteste Stadt, in deren Straßen heute noch bzw. wieder Bächle fließen, während diese Wasserläufe früher in den Städten häufiger zu finden waren. Antonio de Beatis schrieb am Anfang des 16. Jahrhunderts über Innsbruck, dass die Straßen „breit und in denselben viele Wasserinnen und Brunnen“ sind. In Goslar wurde die Gose bereits vor 1200 durch die Stadt geleitet und versorgte die Einwohner mit Trinkwasser. Für die Abwässer gab es gepflasterte Rinnen. Um sie zu reinigen oder zum Löschen von Bränden konnten sie mit Frischwasser geflutet werden. Noch älter sind die Be- oder Entwässerungsgräben aus der Zeit zwischen 1000 und 1100, die im 20. Jahrhundert in einem angelsächsischen Zentrum unter Winchester gefunden wurden. Im Straßburg des ausgehenden 13. Jahrhunderts führte man die Brausch in Kanälen durch die gepflasterten Straßen, um die Abwässer zu beseitigen. Der ehemalige Stadtarchivar Adolf Poinsignon vermutete im ausgehenden 19. Jahrhundert die Bächle in den älteren Städten des Elsasses am Fuß der Vogesen sogar als Vorbilder für die Anlagen in Freiburg. In der französischen Kleinstadt Briançon, die von Vauban nach einem Brand wiederaufgebaut wurde, finden sich ebenfalls Bächle. Auch in der niederösterreichischen Weinbaugemeinde Gumpoldskirchen ist ein mit einem Bächle vergleichbarer Wasserlauf an der Oberfläche durch den Ortskern geführt.
In der katalanischen Stadt Banyoles wurden im Jahr 2012 im Rahmen einer Altstadtsanierung die historischen Wasserkanäle, welche die Bevölkerung mit Wasser aus dem See Estany de Banyoles versorgten, unter den Altstadtgassen freigelegt und in Travertin eingefasst.

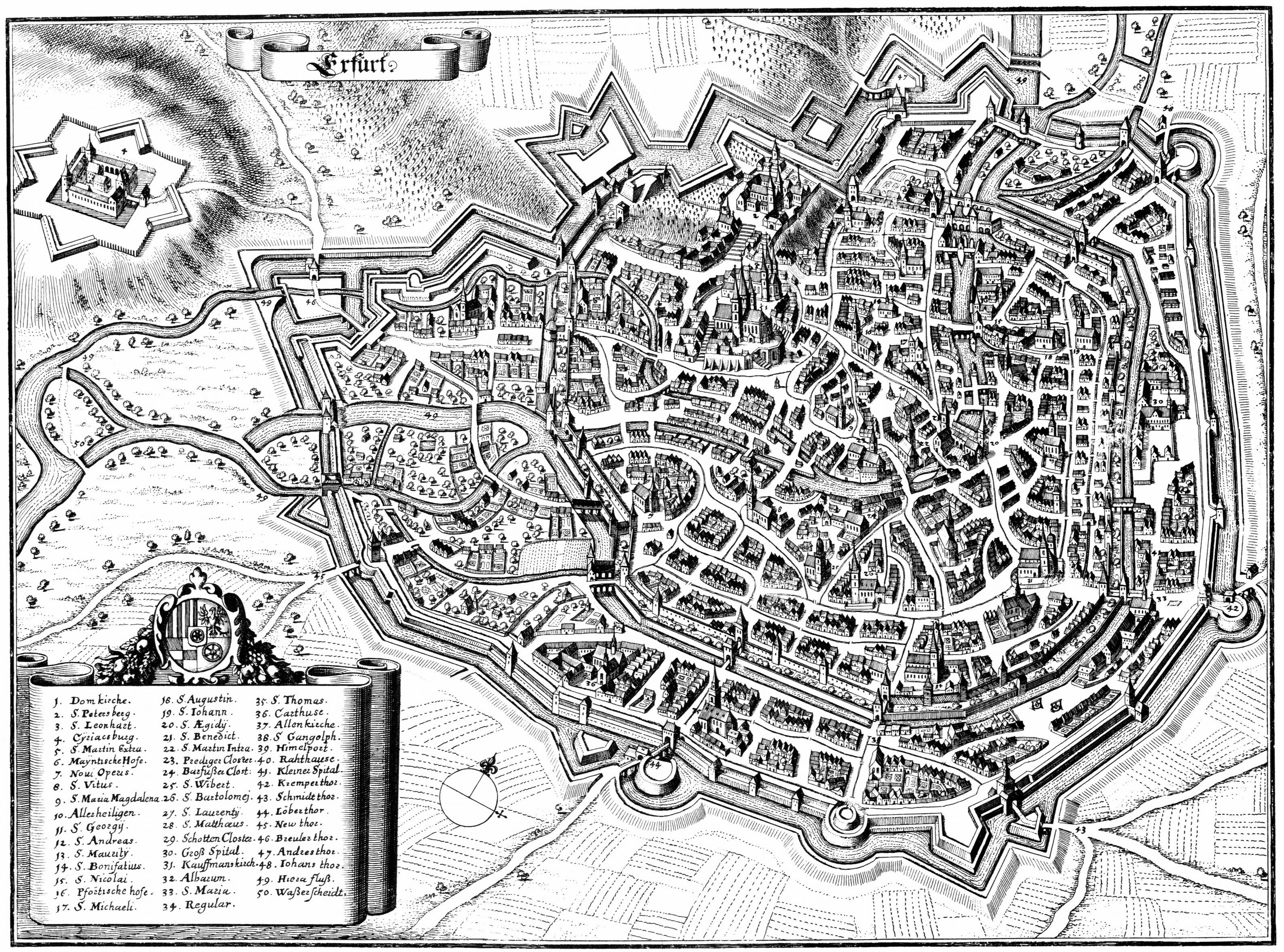
Erfurt im 17. Jahrhundert. Ansicht von Matthäus Merian

Villingen, das ebenso wie Freiburg eine Zähringergründung ist, besitzt noch Bächle. Auch die Zähringerstadt Bern hatte ein Bächlesystem, das ebenfalls zur Bereitstellung von Löschwasser genutzt wurde, indem der Bachmeister das Wasser zum Brandort umleitete. Im Jahr 1954 existierte zumindest noch das Bächle in der Hauptstraße, wenngleich es bereits mit Steinplatten überdeckt war. Bei Gründung der Stadt Schwäbisch Gmünd durch die Staufer finden sich ebenso durchgehend fließende Wasserinnen in den Straßen, wie auch in anderen Stauferstädten. Gab es die Gmünder Bächle bereits anfänglich, wurden sie anderenorts erst nachträglich angelegt. Beispiele sind Basel, Quedlinburg, Speyer, Horhusen/Niedermarsberg, Düren, die Lorenzerstadt von Nürnberg sowie Erfurt. Die dortigen Bächle sind auf der Stadtansicht Matthäus Merians aus dem 16. Jahrhundert gut zu erkennen. Auf einem Stadtplan aus dem Jahr 1869 finden sie sich jedoch bereits nicht mehr. Weitere Städte mit Stadtbächen, die zum Teil ebenfalls seit dem 12. Jahrhundert bestanden, sind Jena, Gotha, Langensalza, Chemnitz, Dresden, Weißensee, Forchheim und Mühlhausen/Thüringen.
Die Stadtgräben sind mit den Bächle entfernt verwandt. Durch Ausweitung der Städte lagen diese im Inneren und dienten dann auch zur Abwasserbeseitigung. Neben Würzburg ist hier Köln zu nennen. In Aachen und München (Münchner Stadtbäche) leitet(e) man zeitweise Flussarme durch die Stadt, wobei in München die Bäche neben der Entsorgung von Abwässern auch zur Gewinnung von Wasserkraft genutzt wurden. Dies ist mit dem Gewerbekanal in Freiburg vergleichbar.
In Bielefeld wird die über Jahrzehnte verrohrte Lutter seit einigen Jahren wieder freigelegt, um den Trockenwetterabfluss, in mit den Freiburger Bächlen vergleichbaren Wasserläufen, abzuführen.

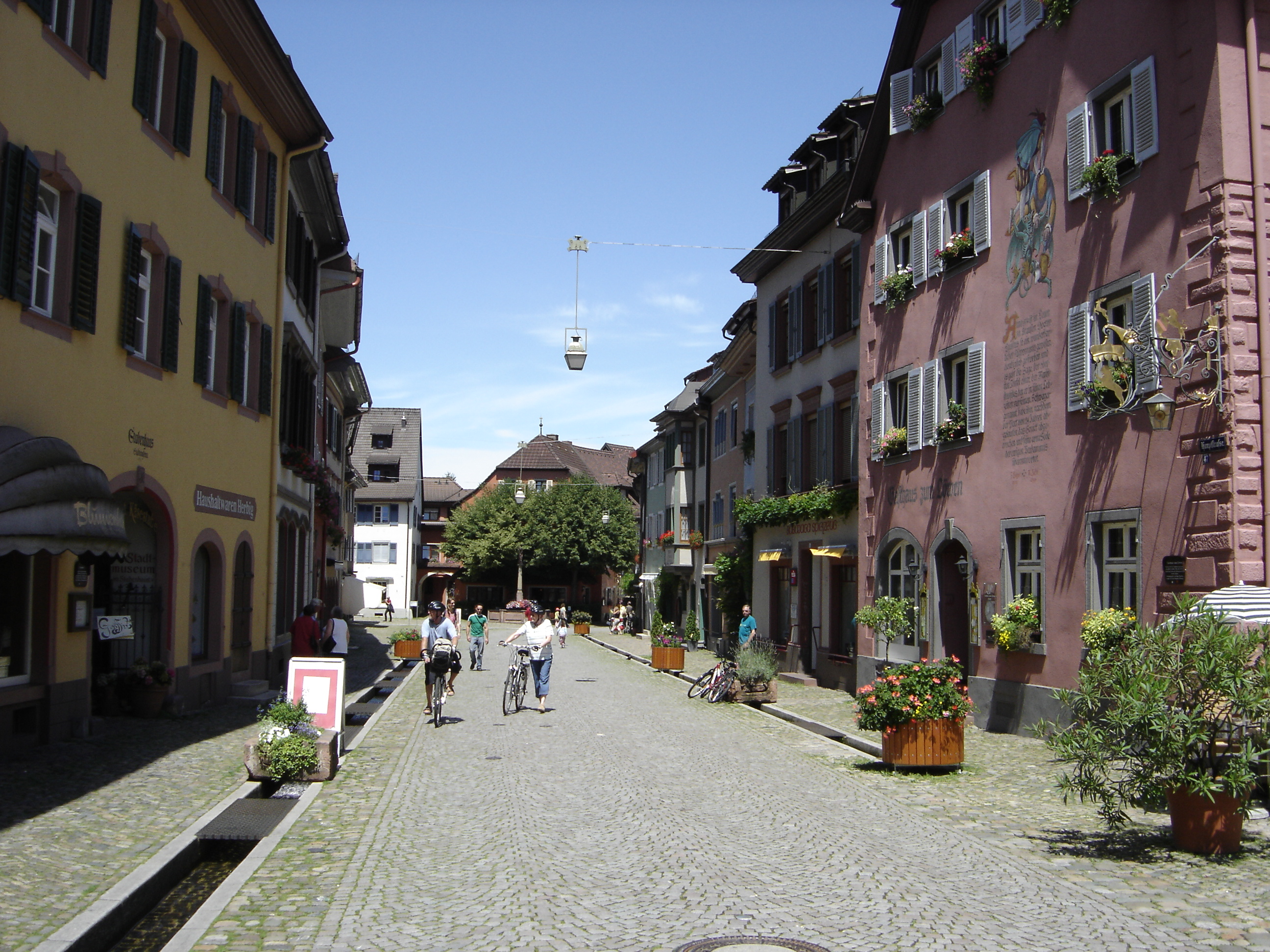
Bächle im benachbarten Staufen (Breisgau)
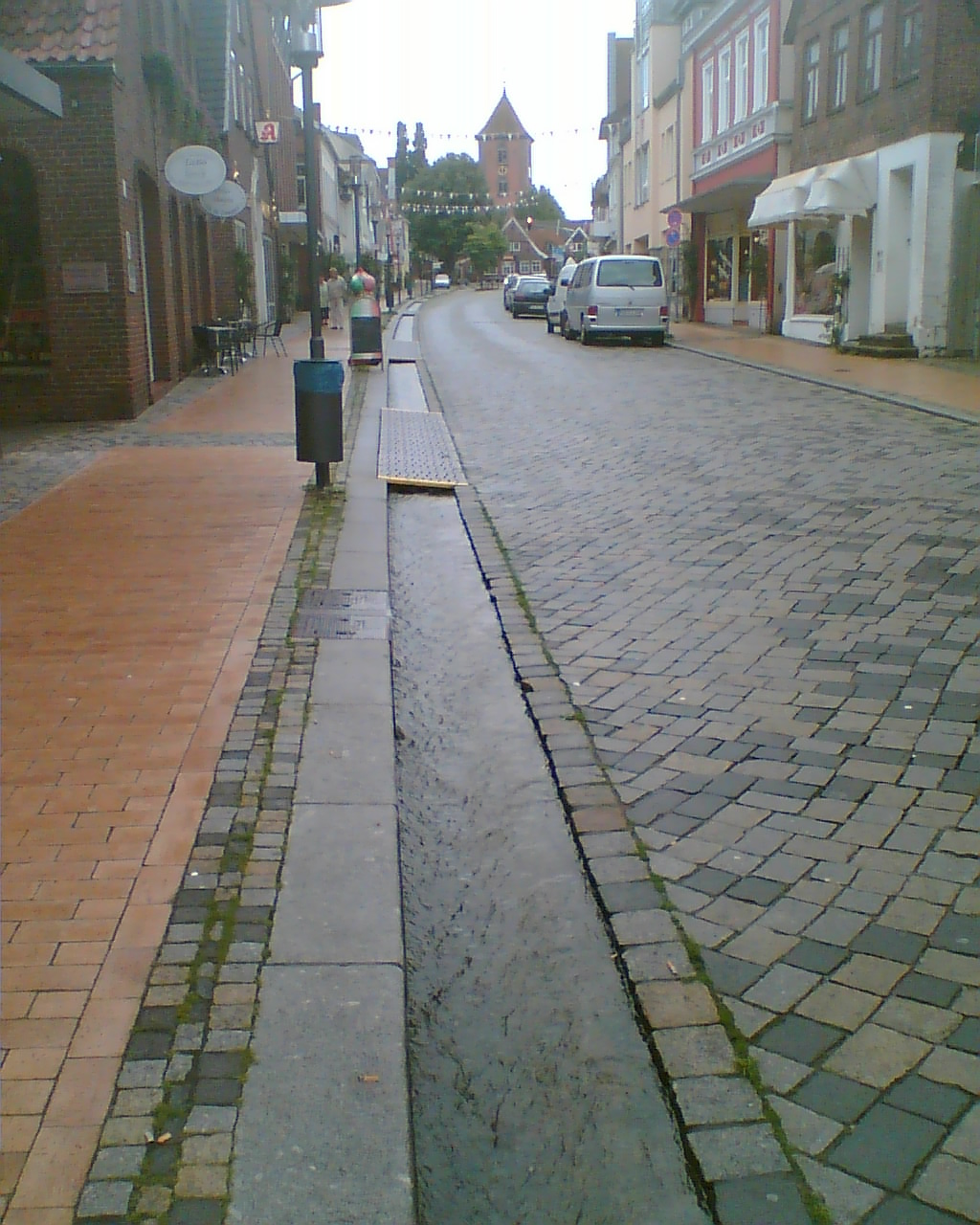
Bächle in Preetz (Schleswig-Holstein)
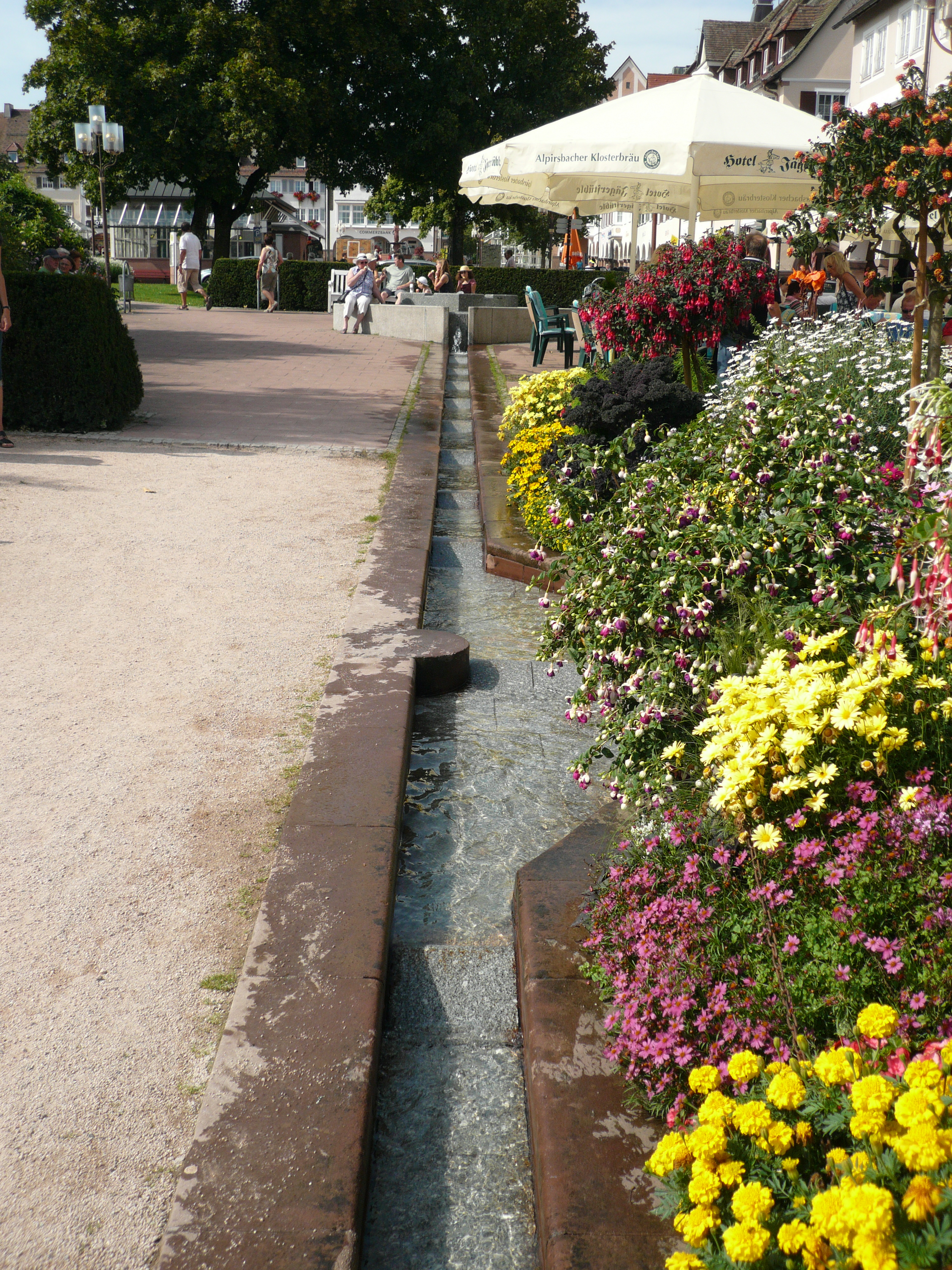
Bächle in Freudenstadt
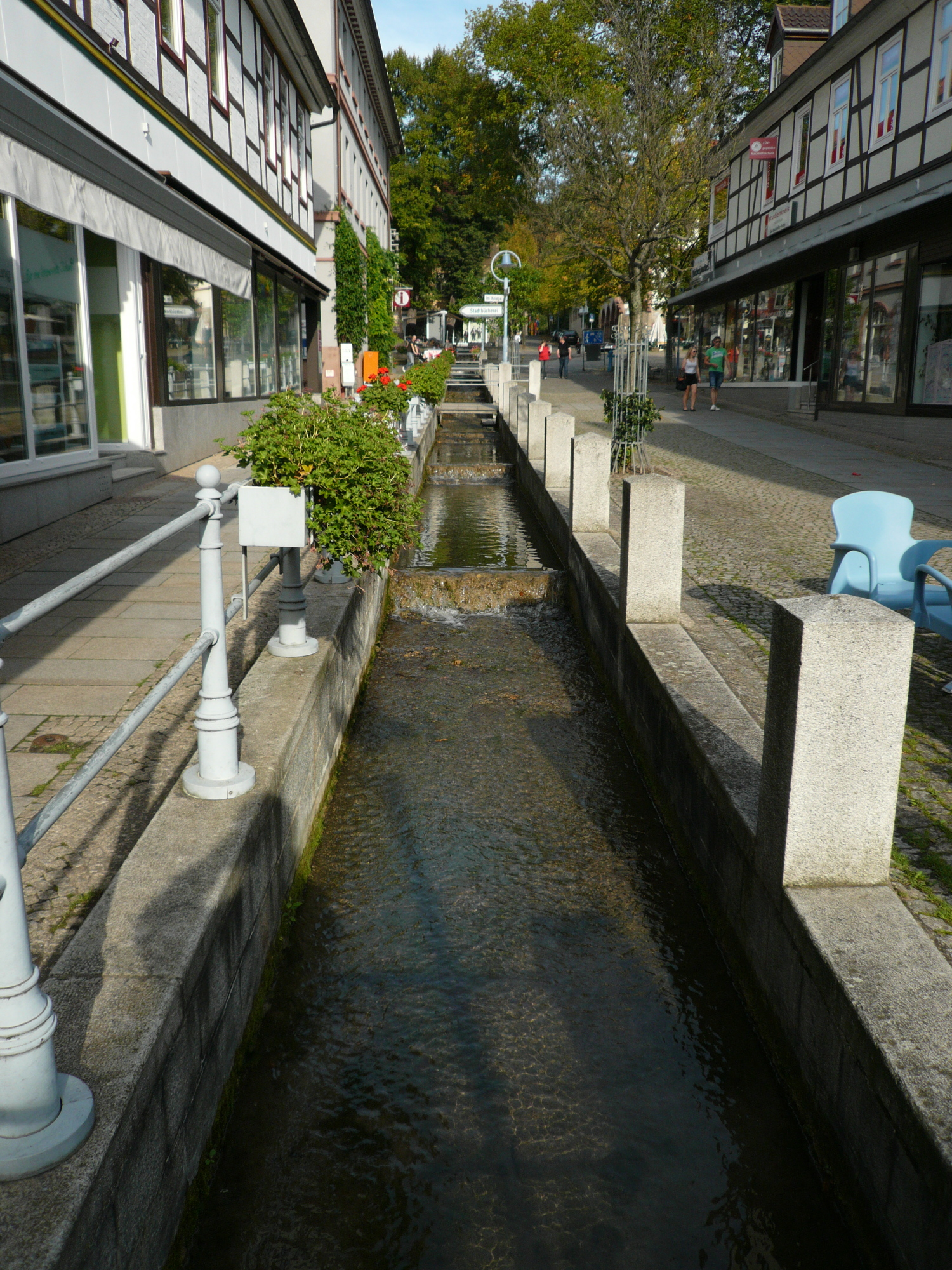
Bächle in Alfeld in der Marktstraße

## Film
- Die Bächle in Freiburg. Deutschland, Dokumentation, 2005, 30 Min., Buch und Regie: Tamara Spitzing, Produktion: SWR, Reihe: Schätze des Landes, Erstsendung: 25. September 2005, Inhaltsangabe (Memento vom 27. September 2007 im Internet Archive) vom WDR